# 漆山站
漆山站（日语：／ Urushiyama eki */?）位于山形县山形市大字漆山，是东日本旅客铁道（JR東日本）管辖的鐵路車站。本区间奥羽本线爱称为山形线。

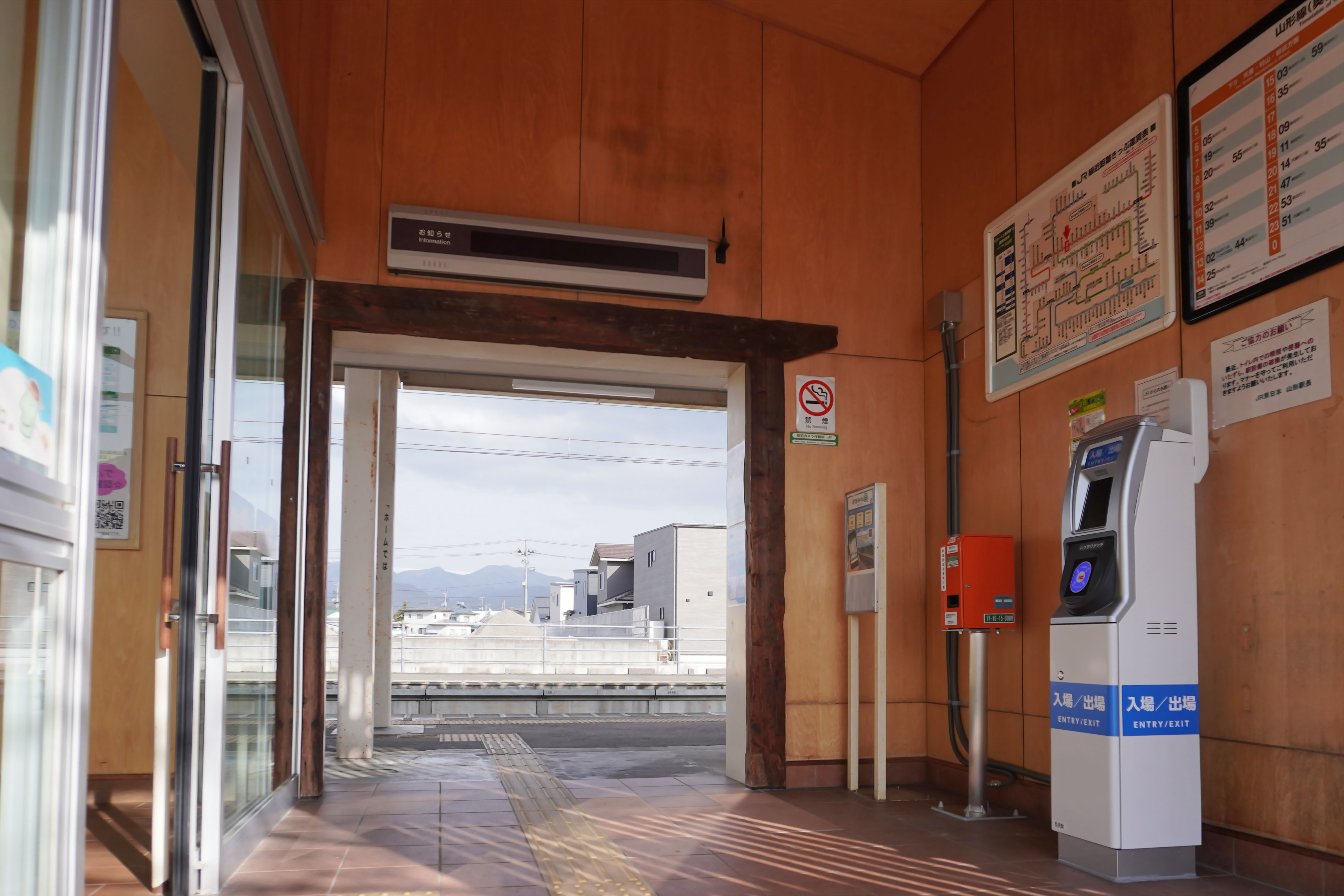
閘口(2024年3月)

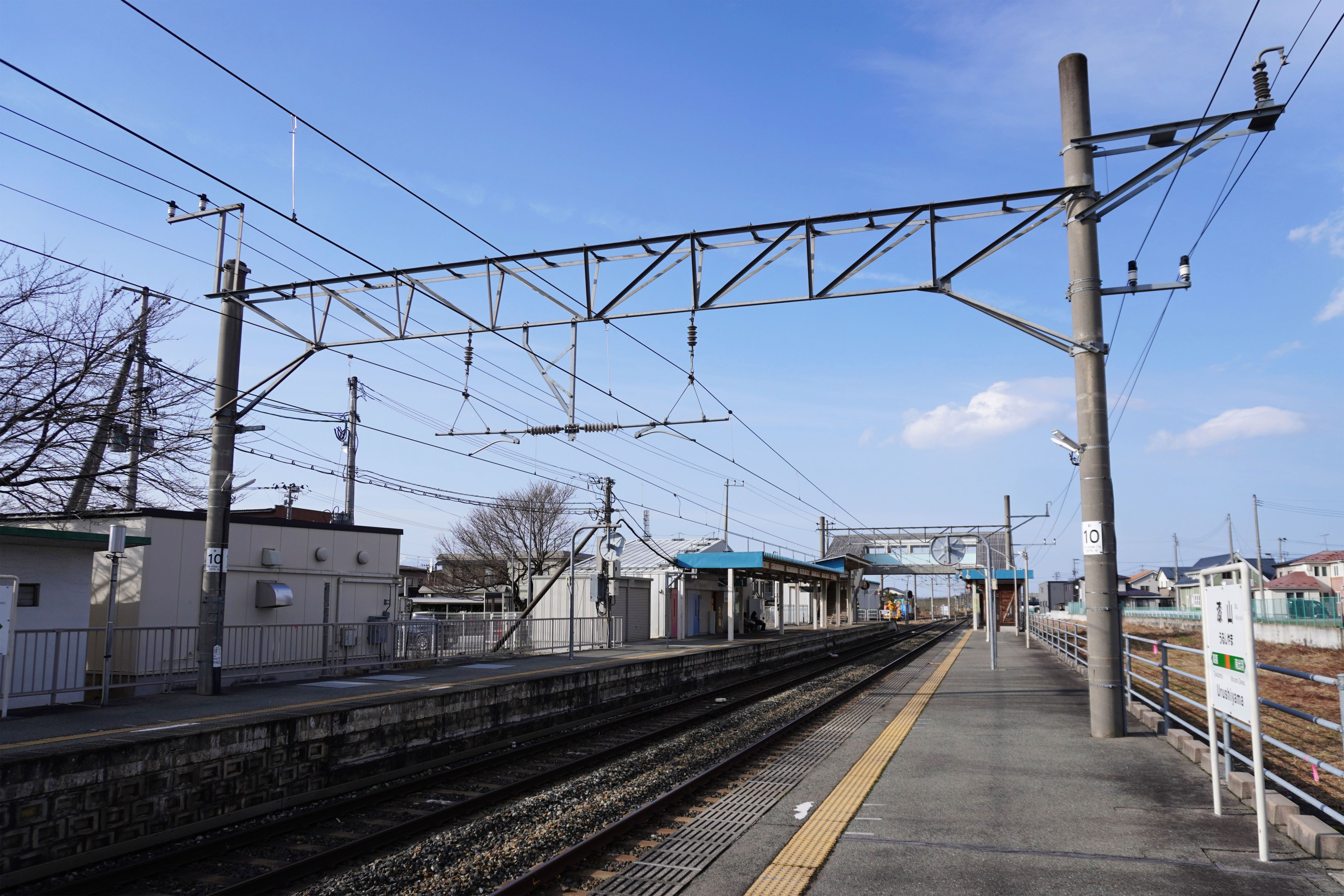
月台(2024年3月)

## 历史
- 1902年11月1日 - 车站投入运营[1]。
- 1984年2月1日 - 停止办理行李托运业务。
- 1987年4月1日 - 国铁分割民营化后成为JR东日本车站。
- 1997年9月30日 - 货物列车最终运转日。石油运输停止。
- 1999年3月31日 - JR货物站停运，货运办理停止。
- 2005年4月1日 - 车站无人化[1]。
- 2009年3月21日 - 新站房重建完工，开始使用。

## 车站结构
侧式站台2台2线的地面车站。站台间通过跨线桥连接。通过列车基本上都使用2道，停站会让列车使用1道。山形新干线和普通列车在此站会让。
山形站管理的无人站。

### 站台配置
| 月台 | 路線    | 方向 | 目的地         |
| ---- | ------- | ---- | -------------- |
| 1・2 | ■山形线 | 上行 | 山形、福岛方向 |
| 1・2 | ■山形线 | 下行 | 新庄、横手方向 |

## 相邻车站
東日本旅客铁道（JR東日本）
■奥羽本线
■普通
南出羽－漆山－高擶